# Hobbs Ridge
Hobbs Ridge ist ein bogenförmiger Gebirgskamm im ostantarktischen Viktorialand. In den Denton Hills umschließt er den Hobbs-Gletscher im Norden und Nordwesten und bildet in Verbindung mit dem unteren Abschnitt des Blue Glacier eine Wasserscheide.
Benannt wurde er in Anlehnung an den gleichnamigen Gletscher nach dem US-amerikanischen Glaziologen William Herbert Hobbs (1864–1953).